# La vie sera belle
Cet article porte sur le téléfilm de 2007. Pour le documentaire de 2015, également sur la Résistance, voir Pierre Gamarra
La Vie sera belle est un téléfilm français (2007) réalisé par Edwin Baily pour France 2, produit par Sama Productions. Le scénario est d'Alain Le Henry, sur un synopsis original de Claude Weill.

## Synopsis
Le film retrace les « faits d'armes » de ceux que l'Histoire a retenu sous le nom des cinq martyrs du lycée Buffon : cinq lycéens qui, sous l'impulsion d'un de leurs professeurs, décident à la fin de l'année 1941 de partir en guerre contre l'occupant.
En mai 1942, à Paris, ils commettent une série d'actes de rébellion contre des officiers allemands. Un mois plus tard, ils sont faits prisonniers par la police française qui n'hésite pas à les livrer aux nazis. Le 8 février 1943, ils sont fusillés.

## Distribution
- Esteban Carvajal Alegria : Jean Artaud
- Milan Mauger : Pierre Thomas
- Grégoire Leprince-Ringuet : Lucien Laclos
- Renaud Cestre : Jacques Naudin
- Pierre Derenne : Pierre Grellier
- Philippe Torreton : Raymond Bourcier
- Grégoire Oestermann : Sénéchal
- Sandy Lobry : Félicie
- Matila Malliarakis : Delcourt
- Alain de Catuelan : Le témoin 1
- Audrey Frison : Mathilde

## Diffusion et rediffusions
- Mardi 23 octobre 2007 à 20 h 50 sur France 2. Cette diffusion se situe dans le contexte de la commémoration de Guy Môquet en 2007
- Lundi 26 octobre 2009 à 20 h 35 sur France 5.